# Awans
Awans là một đô thị tọa lạc ở vùng Wallonia, tỉnh Liège. Tại thời điểm ngày 1 tháng 1 năm 2006 Awans có dân số 8.696 người. Tổng diện tích là 27,16 km² với mật độ dân số là 320 người trên mỗi km².